# Giovanni Carestini

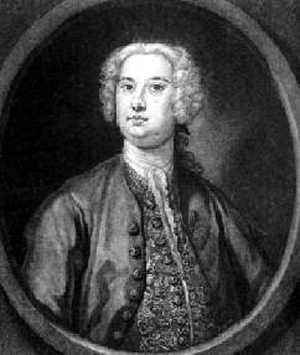
Giovanni Carestini

Giovanni Carestini, apodado Cusanino (Filottrano, 13 de diciembre de 1700-Bologna, 1759) fue un cantante italiano, uno de los castrati más famosos del siglo  XVIII.
A Carestini lo castraron de niño con intención de que siguiera una carrera musical como cantante. Pronto demostró gran talento y debutó en Roma, representando Griselda de Giovanni Bononcini con tan solo 16 años. 
Fue una de las mejores voces del  siglo  XVIII, rivalizando con Farinelli.
Residió una larga temporada en Londres, donde estrenó varios roles masculinos en óperas de Händel como Terpsichore, Ariodante, Arianna in Creta, Parnasso in Festa y Alcina. Compusieron para él Hasse, Porpora, Capelli, Graun o Gluck. Obtuvo importantes éxitos en ciudades italianas, hasta que finalmente fue a vivir a San Petersburgo, al servicio de los zares, para los que cantó hasta pasados los cincuenta años de edad. 
Se retiró en el año 1758 y regresó a su pueblo natal, Filottrano, cerca de Ancona, donde murió en 1760.

## Comentario de Charles Burney
Charles Burney escribió: Carestini complace el ojo tanto por la dignidad, la gracia y la corrección de su acción y su conducta, como el oído por el uso juicioso de algunas notas dentro de los límites de una pequeña extensión vocal.